# Eisenbahnunfall von Siegelsdorf
Bei dem Eisenbahnunfall von Siegelsdorf entgleiste der Durchgangszug D 47 von München nach Dortmund, ein Nachtzug, am Sonntagmorgen des 10. Juni 1928 gegen 2:21 Uhr in der westlichen Ausfahrt des Bahnhofs Siegelsdorf an der Bahnstrecke Fürth–Würzburg. 24 Menschen starben.

## Ausgangslage

### Eisenbahninfrastruktur
Im westlichen Bereich des Bahnhofs Siegelsdorf befand sich die Weiche 15, deren Schienen das ältere bayerische Schienenprofil FX hatten, während das anschließende Gleis das modernere Profil S 49 aufwies. Solch ein Wechsel des Profils beeinträchtigt die Laufruhe darüber fahrender Fahrzeuge. Im weiteren Verlauf gab es dort zwei Änderungen im Radius des Gleisbogens, zwischen denen die Weiche 25 lag. Dort war zuvor die Gleislage geändert und dazu auch der Bahndamm verbreitert worden. Im neu angeschütteten Teil des Bahndamms hatte sich in der Folge das Gleis um 10 cm abgesenkt, was nun durch Nacharbeiten berichtigt werden sollte. Die dazu erforderliche Vermessung des Gleises enthielt allerdings einen Rechenfehler, der das Gleis nicht in die optimale Position brachte, ohne dass das zunächst bemerkt wurde. Die Gleisarbeiten wurden am Samstagmittag damit abgeschlossen, dass eine unzulässige Steilrampe zwischen dem schon bearbeiteten Gleis und dem noch nicht bearbeiteten Gleis hergestellt wurde. Das Signal, das die Geschwindigkeit im Bereich der Baustelle herabsetzte, wurde anschließend vorschriftskonform entfernt. Damit galt dort eine Höchstgeschwindigkeit von 80 km/h. Anschließend befuhren 13 Züge die Stelle, bevor es zu dem Unfall kam. Keines dieser Zugpersonale hatte Unregelmäßigkeiten am Oberbau bemerkt. Es lagen also eine ganze Reihe – im Einzelnen für sich harmlos erscheinende – „Problemstellen“ in der Gleislage vor.

### Zug D 47
Der D 47, 250 m lang und 510 t schwer, wurde von einer Dampflokomotive der Baureihe 18.4-5 (Lok 18 502) gezogen. Der Unfall war nur einer aus einer ganzen Serie, bei denen die antriebslose vordere Laufachse einer Lok aus der zehnten Lieferserie aus dem Gleis sprang – es sollen sechs Vorfälle gewesen sein –, der Unfall von Siegelsdorf war aber der mit den gravierendsten Folgen. Die Vorlaufachse reagierte extrem empfindlich auf unregelmäßigen Oberbau. In allen Fällen waren Lokomotiven einer gleichen Beschaffungsperiode entgleist. An der konkreten Lokomotive wurden im Nachhinein zudem verschiedene Mängel am Laufwerk aufgedeckt: Eine Achslagerung war locker und die Federung der vorlaufenden antriebslosen Achsen reagierte auf eine ungleichmäßig eingestellte Federung mit unzuträglichen Schwingungen.
Der Lokomotive des D 47 folgten zwei Gepäckwagen, sechs Personenwagen, zwei Schlafwagen der Mitropa und abschließend zwei Bahnpostwagen. Der Zug war – trotz der Geschwindigkeitsbeschränkung im Bahnhof Siegelsdorf – mit einer Geschwindigkeit von knapp 100 km/h unterwegs.

## Unfallhergang
All diese Einzelkomponenten, die Defizite des Oberbaus, die empfindliche Reaktion der Lokomotive darauf und die zu hohe Geschwindigkeit, führten dazu, dass die erste Achse des Vorlaufdrehgestells der Lokomotive im Bereich der Weiche 15 entgleiste. Die Lokomotive fuhr noch ein Stück mit ihrem entgleisten Drehgestell, bis dessen linkes vorderes Rad im Herzstück der folgenden Weiche 25 aufschlug und dadurch der Rahmen der Lokomotive angehoben wurde. Anschließend blieb das Drehgestell an einer Erdaufschüttung des folgenden Bahnübergangs hängen. Die Lok überschlug sich um 180 Grad und rollte seitwärts vom Bahndamm. Der erste Wagen stellte sich quer über beide Gleise der Strecke. Der zweite und der dritte Personenwagen stürzten um und nach rechts aus dem Gleis. Der vierte Wagen – ein Wagen 3. Klasse – schlug auf die Lokomotive auf, knickte nahezu in einem Winkel von 90 Grad und blieb so auf der Lokomotive liegen. Hier starben die meisten Fahrgäste: Sie wurden von aus der Lokomotive austretendem Dampf verbrüht. Auf diesem kam der fünfte Wagen zu liegen. Der sechste und siebte Wagen verkeilten sich ineinander. Der achte Wagen war mit einem Drehgestell entgleist, aber stehen geblieben. Die letzten vier Wagen blieben im Gleis stehen.

## Folgen
24 Menschen starben, darunter auch der Lokomotivführer. Dem Heizer war es gelungen, von der Lokomotive abzuspringen. 128 Menschen wurden darüber hinaus verletzt.
Gegen 3:20 Uhr trafen die ersten Helfer des Bayerischen Roten Kreuzes, die aus Burgfarrnbach kamen, an der Unfallstelle ein. Die Hauptfeuerwache Nürnberg wurde erst um 3:35 Uhr von der Reichsbahn über den Unfall verständigt und erreichte die Unfallstelle gegen 4:15 Uhr. Die Feuerwehr Nürnberg hatte einige Monate zuvor mit der Reichsbahn und der Branddirektion einen Vertrag über Hilfeleistung bei Eisenbahnunfällen in einem Umkreis von 18 km abgeschlossen. Die technischen und organisatorischen Maßnahmen, den Vertrag umzusetzen, waren jedoch noch nicht abgeschlossen. Auch die Freiwillige Feuerwehr von Raindorf war im Einsatz. Nach Eintreffen des Hilfszugs waren 44 Sanitäter an der Unfallstelle.
Die juristische Aufarbeitung des Falles durch das Landgericht Fürth brachte keine Aufklärung der Unfallursache. Anklage wurde gegen den Vorarbeiter der Rotte, die die letzten Arbeiten am Gleis durchgeführt hatte, wegen fahrlässiger Tötung erhoben. Sie war nicht erfolgreich: Die Gleisbauarbeiten waren – bis auf den Rechenfehler, der nicht ihm, sondern dem Vermesser anzulasten war – ordnungsgemäß durchgeführt worden. Er wurde lediglich zu drei Monaten Gefängnisstrafe auf Bewährung wegen Eisenbahntransportgefährdung verurteilt, weil das Gericht der Ansicht war, er hätte das Signal, das die Geschwindigkeit im Bereich der Baustelle herabsetzte, nicht entfernen sollen, weil dann der Unfall nicht passiert wäre.
Trotz der großen Schäden an der Lokomotive wurde sie aufgearbeitet und erst 1957 in Lindau (Bodensee) außer Dienst gestellt und verschrottet.
Im September 1963 wurde damit begonnen, den betroffenen Bahnübergang Kagenhofer Weg durch eine Unterführung zu ersetzen.